# اسکلو محمدحسنلو (خداآفرین)
اسکلو محمدحسنلو یکی از روستاهای استان آذربایجان شرقی است که در دهستان گرمادوز شرقی بخش گرمادوز شهرستان خداآفرین واقع شده‌است. این روستا ۲۱۳ نفر جمعیت دارد.